# Leichtathletik-Europameisterschaften 1969/4 × 400 m der Frauen

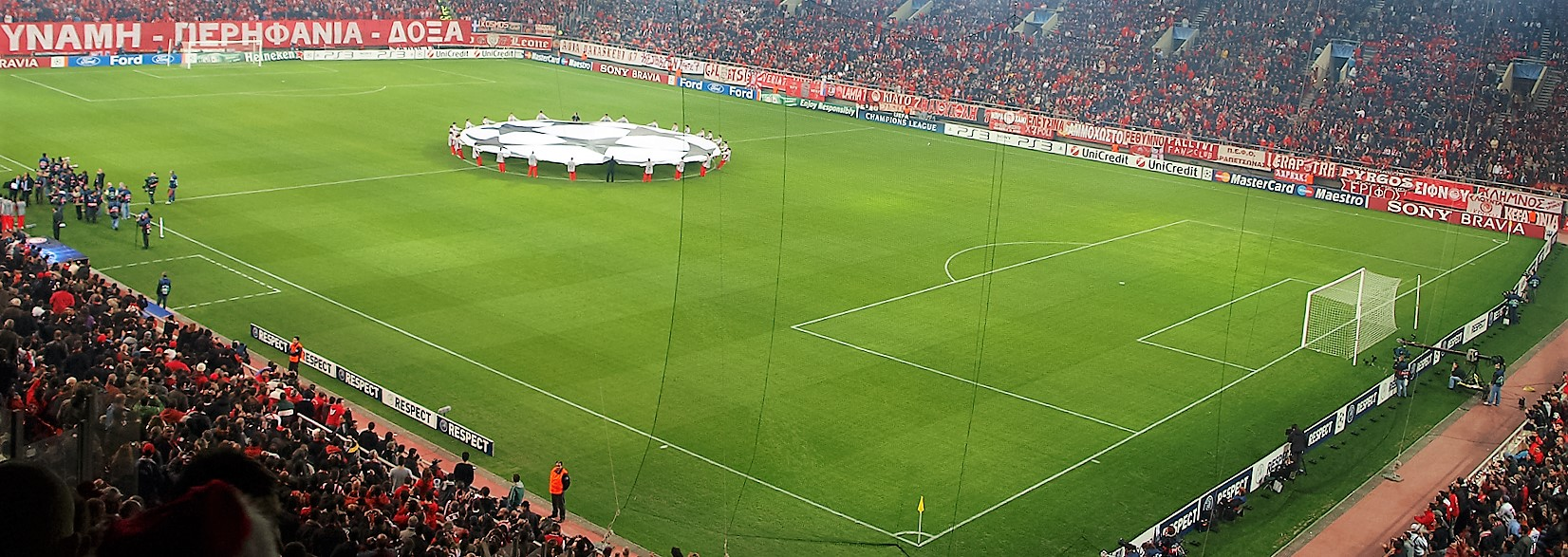
Das Karaiskakis-Stadion im Jahr 2009

Die 4-mal-400-Meter-Staffel der Frauen bei den Leichtathletik-Europameisterschaften 1969 wurde am 19. und 20. September 1969 im Athener Karaiskakis-Stadion ausgetragen.
Diese Staffel wurde hier erstmals bei einer großen internationalen Meisterschaft ausgetragen. Europameister wurde Großbritannien in der Besetzung Rosemary Stirling, Pat Lowe, Janet Simpson und Lillian Board.
Den zweiten Platz belegte Frankreich mit Bernadette Martin, Nicole Duclos, Éliane Jacq und Colette Besson.
Bronze ging an die Bundesrepublik Deutschland mit Christa Czekay, Antje Gleichfeld, Inge Eckhoff und Christel Frese.

## Rekorde

### Bestehende Rekorde
| Weltrekord   | 3:34,2 min                                                | Frankreich (Michele Mombet, Éliane Jacq, Nicole Duclos, Colette Besson) | Colombes, Frankreich                                      | 6. Juli 1969                                              |
| Europarekord | 3:34,2 min                                                | Frankreich (Michele Mombet, Éliane Jacq, Nicole Duclos, Colette Besson) | Colombes, Frankreich                                      | 6. Juli 1969                                              |
| EM-Rekord    | Wettbewerb erstmals bei Europameisterschaften ausgetragen | Wettbewerb erstmals bei Europameisterschaften ausgetragen               | Wettbewerb erstmals bei Europameisterschaften ausgetragen | Wettbewerb erstmals bei Europameisterschaften ausgetragen |

### Rekordaufstellungen
Im ersten Vorlauf wurde in dieser bei Europameisterschaften erstmals ausgetragenen Disziplin ein erster EM-Rekord aufgestellt, der anschließend dreimal verbessert wurde. Darüber hinaus gab es drei Weltrekorde und zwei Landesrekorde.
- Meisterschaftsrekorde:
  - 3:37,9 min – Frankreich (Bernadette Martin, Nicole Duclos, Éliane Jacq, Colette Besson), erster Vorlauf am 19. September
  - 3:33,9 min – BR Deutschland (Christa Czekay, Antje Gleichfeld, Inge Eckhoff, Christel Frese), zweiter Vorlauf am 19. September
  - 3:30,8 min – Großbritannien (Rosemary Stirling, Pat Lowe, Janet Simpson, Lillian Board), Finale am 20. September
  - 3:30,8 min – Frankreich (Bernadette Martin, Nicole Duclos, Éliane Jacq, Colette Besson), Finale am 20. September
- Weltrekorde:
  - 3:33,9 min – BR Deutschland (Christa Czekay, Antje Gleichfeld, Inge Eckhoff, Christel Frese), zweiter Vorlauf am 19. September
  - 3:30,8 min – Großbritannien (Rosemary Stirling, Pat Lowe, Janet Simpson, Lillian Board), Finale am 20. September
  - 3:30,8 min – Frankreich (Bernadette Martin, Nicole Duclos, Éliane Jacq, Colette Besson), Finale am 20. September
- Landesrekorde:
  - 3:32,7 min – BR Deutschland (Christa Czekay, Antje Gleichfeld, Inge Eckhoff, Christel Frese), Finale am 20. September
  - 3:35,2 min – DDR (Waltraud Birnbaum, Roswitha Becker, Ingelore Lohse, Hannelore Middeke), Finale am 20. September

## Vorrunde
19. September 1969, 19:25 Uhr
Die Vorrunde wurde in zwei Läufen durchgeführt. Die ersten vier Staffeln pro Lauf – hellblau unterlegt – qualifizierten sich für das Finale. Nur zwei Mannschaften schieden aus.

### Vorlauf 1
| Platz | Name       | Nation                                                             | Zeit (min) |
| ----- | ---------- | ------------------------------------------------------------------ | ---------- |
| 1     | Frankreich | Bernadette Martin Nicole Duclos Éliane Jacq Colette Besson         | 3:37,9 CR  |
| 2     | DDR        | Waltraud Birnbaum Roswitha Becker Ingelore Lohse Hannelore Middeke | 3:38,8     |
| 3     | Finnland   | Mona-Lisa Strandvall Riitta Hagman Pirjo Wilmi Eeva Haimi          | 3:40,7     |
| 4     | Schweden   | Elisabeth Randerz Birgitta Larsson Ulla Ekblom Karin Lundgren      | 3:41,1     |
| 5     | Italien    | Maria Bruni Armida Guzzetti Silvana Zangirolami Donata Govoni      | 3:42,3     |

### Vorlauf 2
| Platz | Name           | Nation                                                               | Zeit (min) |
| ----- | -------------- | -------------------------------------------------------------------- | ---------- |
| 1     | BR Deutschland | Christa Czekay Antje Gleichfeld Inge Eckhoff Christel Frese          | 3:33,9 WR  |
| 2     | Großbritannien | Rosemary Stirling Pat Lowe Janet Simpson Lillian Board               | 3:34,3     |
| 3     | Sowjetunion    | Taissija Kowalewskaja Olga Klein Anna Dundare Raissa Nikanorowa      | 3:34,5     |
| 4     | Ungarn         | Antónia Munkácsi Magdolna Kulcsár Rozalia Sefer Györgyi Balogh       | 3:35,8     |
| 5     | Polen          | Krystyna Kacperczyk Danuta Piecyk Anna Beltowska Elżbieta Skowrońska | 3:38,1     |

## Finale
20. September 1969, 20:10 Uhr
| Platz | Staffel        | Besetzung                                                          | Offizielle Zeit (min) handgestoppt | Inoffizielle Zeit (min) elektronisch |
| 1     | Großbritannien | Rosemary Stirling Pat Lowe Janet Simpson Lillian Board             | 3:30,8 WR                          | 3:30,82                              |
| 2     | Frankreich     | Bernadette Martin Nicole Duclos Éliane Jacq Colette Besson         | 3:30,8 WR                          | 3:30,85                              |
| 3     | BR Deutschland | Christa Czekay Antje Gleichfeld Inge Eckhoff Christel Frese        | 3:32,7 DR                          | k. A.                                |
| 4     | Sowjetunion    | Taissija Kowalewskaja Olga Klein Anna Dundare Raissa Nikanorowa    | 3:33,7000                          | k. A.                                |
| 5     | DDR            | Waltraud Birnbaum Roswitha Becker Ingelore Lohse Hannelore Middeke | 3:35,2 NR                          | k. A.                                |
| 6     | Schweden       | Elisabeth Randerz Birgitta Larsson Ulla Ekblom Karin Lundgren      | 3:35,4000                          | k. A.                                |
| 7     | Ungarn         | Antónia Munkácsi Magdolna Kulcsár Rozalia Sefer Györgyi Balogh     | 3:36,6000                          | k. A.                                |
| 8     | Finnland       | Mona-Lisa Strandvall Riitta Hagman Pirjo Wilmi Eeva Haimi          | 3:40,6000                          | k. A.                                |

## Videolinks
- EUROPEAN ATHLETICS 1969 ATHENS 4X400 women GREAT BRITAIN, youtube.com, abgerufen am 24. Juli 2022
- European Athletics Finals (1969), Bereich: 3:48 min bis 3:55 min, youtube.com, abgerufen am 24. Juli 2022